# Gerolamo Querini
Gerolamo Querini (Venezia, 1468 – Vicenza, 19 agosto 1554) è stato un patriarca cattolico italiano.

## Biografia
Ricevette l'abito domenicano dalle mani del suo predecessore a patriarca Tommaso Donato nel 1490, mentre fu ordinato prete l'anno successivo.
Eletto dal Senato veneziano patriarca il 21 ottobre 1524, e ricevuta l'approvazione da papa Clemente VII, fece l'ingresso solenne nella basilica di San Pietro di Castello il 1º gennaio 1525.
A partire dal 1533 visse lontano da Venezia: dapprima a Bologna, dove nel 1534 consacrò l'altare della basilica di San Domenico, quindi presso Vicenza, dove morì il 19 agosto del 1554.

## Successione apostolica
La successione apostolica è:
- Vescovo Antonio Zanetti (1534)
- Vescovo Antonio Hoyos (1540)